# Akrocard
Akrocard és una empresa catalana fundada a Barcelona l'any 1996 i traslladada a Vall-llobrega, Girona el 2002 que fabrica i imprimeix targetes plàstiques. En els seus orígens va començar com una empresa dedicada al món de les arts gràfiques en general, però aviat va anar especialitzant-se en la fabricació i impressió de targetes de PVC.
Entre els productes que fabrica figuren targetes de contacte amb banda magnètica per a controls d'accessos, habitacions d'hotel, etc.; targetes sense contacte que funcionen amb tecnologia RFID, NFC i Mifare targetes intel·ligents que permeten guardar contrasenyes i firmes digitals; a més de carnets de soci i targetes de fidelització de grans marques, cadenes de distribució i supermercats. També distribueix impressores, lectors i gravadors de targetes, a més a més d'oferir serveis de personalització de targetes plàstiques.
Actualment, Akrocard té una trentena de treballadors, una producció aproximada de tres milions de targetes plàstiques al mes i factura uns sis milions d'euros a l'any. Treballa per uns 3.000 clients, entre ells Port Aventura, Cortefiel, consorcis de transport com el TUS i diverses cadenes hoteleres. Des de 1998, subministra les targetes del Mobile World Congress de Barcelona. A més a més de la seu central de Vall-llobrega, l'empresa té una delegació comercial a Barcelona, una a França (a prop de Montpeller) i el 2009 va obrir una delegació comercial a Colòmbia. Entre un 15 i un 20% de la producció actual d'Akrocard es destina a l'exportació a altres països com ara França, Suïssa, Bèlgica, el Marroc, Algèria, Puerto Rico, Mèxic, Veneçuela, Cuba, Santo Domingo i Mèxic.

## Història
Akrocard va néixer a Barcelona el 1996 dedicada, a l'inici, a la fabricació de targetes plàstiques per a empreses i per al procés identificatiu de les entrades i sortides dels seus empleats. La producció va començar en un local de 30 metres quadrats i, al cap de poc temps, la seva capacitat es va triplicar i va passar a tenir 120 metres quadrats.
La necessitat de disposar de més espai va fer que l'empresa es traslladés a Vall-llobrega, Girona, l'any 2002. Aquest trasllat va permetre a l'empresa créixer ràpidament. L'espai, però, es va quedar petit i per aquest motiu el 2010 va traslladar la seva seu a una nau de nova construcció de 2.700 metres quadrats al costat de les instal·lacions anteriors.
Les noves instal·lacions i l'esforç realitzat en investigació i desenvolupament van permetre la diversificació de la gamma de productes d'Akrocard.
Actualment, la gamma de productes i serveis de l'empresa inclou:
- Targetes de PVC: emprades per diferents usos com ara targetes personalitzades, targetes de banda magnètica, targetes amb panell rasca-rasca per a accions promocionals, targetes amb formats especials, targetes amb etiqueta removible, targetes clauer, targetes calendari, targetes per al sector hoteler i targetes de seguretat amb tinta fotosensible UVI i tinta de seguretat.
- Targetes de PVC amb tecnologia integrada: per exemple targetes sense contacte amb xip RFID/NFC o tecnologia Mifare, targetes amb xip de contacte i pòsters NFC per a senyalística intel·ligent.
- Accessoris: l'empresa també distribueix lectors i gravadors de targetes de PVC, impressores de targetes, impressores de targetes amb relleu, consumibles i recanvis per a impressores de targetes plàstiques.
- Serveis especialitzats: a banda de la fabricació de targetes plàstiques, Akrocard també ofereix serveis relacionats com ara la impressió i manipulació de targetes per a accions de màrqueting directe, encartament de xips de contacte, gravat amb làser, desenvolupament de software i aplicacions a mida, senyalística i retolació.

Les targetes plàstiques d'Akrocard s'utilitzen en una àmplia varietat de sectors com ara el control d'accés a les instal·lacions d'empreses i institucions, hostaleria, comerç, transport públic, etc. L'any 2009, l'empresa va guanyar un concurs públic per desenvolupar i subministrar targetes amb tecnologia RFID per la TUS, entitat del Transport Urbà de Santander. Les targetes moneder recarregables substitueixen els bitllets de cartó i funcionen amb la tecnologia Mifare. En total, es van posar en circulació 250.000 unitats.
El 2012, les targetes MIFARE d'Akrocard van obtenir la certificació del Consorci Regional de Transports de Madrid. Això habilita l'empresa per a participar en les licitacions relacionades amb el sistema de bitllets intel·ligents de la Comunitat de Madrid.
L'experiència d'Akrocard en el món del transport també va permetre que l'empresa entrés el 2016 com a membre de ple dret a l'OSPT Alliance, una associació internacional creada per a proporcionar un sistema estàndard obert per a solucions de pagament segur en els sistemes de transport.

## Investigació i desenvolupament
L'estratègia de l'empresa es basa en la incorporació de noves tecnologies a les targetes plàstiques que permeten ampliar les seves possibilitats d'ús.
El 2012 Akrocard va presentar Safe Keeper Card, una targeta amb xip que permet emmagatzemar de manera segura fins a una cinquantena de claus d'accés i firmes digitals. El nou producte va ser el resultat d'un procés intern d'investigació i desenvolupament que va durar dos anys i en el que va invertir prop de 300.000 euros. En el moment del seu llançament, era l'única targeta d'aquest tipus existent en el mercat. El 2013 Akrocard va iniciar la distribució de Safe Keeper Card a 80 botigues de tot el país .
La bona acollida que va tenir aquesta novetat va portar l'empresa a seguir investigant per presentar el 2013 la Safe Keeper Card Mobile, una targeta virtual que guarda les contrasenyes al dispositiu mòbil de l'usuari i permet fer-les servir amb la tecnologia NFC.
El desenvolupament d'aquesta línia de productes ha continuat en els següents anys i el 2014 Akrocard va presentar al Mobile World Congress de Barcelona la nova versió de la tecnologia Safe Keeper Card Mobile .
Una altra de les innovacions desenvolupades per l'empresa és el producte Smart Wi-Fi Poster. Es tracta de pòsters amb tecnologia NFC que permeten, per exemple, autoritzar fàcilment l'accés a xarxes wifi d'ús públic als clients d'establiments comercials, hotels, restaurants i altres negocis. L'Smart Wi-Fi Poster, confeccionat amb una fina làmina de PVC, incorpora un xip preprogramat inserit a l'interior. Els clients només han d'apropar el seu dispositiu al cartell per tenir accés a la clau de la xarxa wifi de l'establiment.
El 2016 Akrocard va fer un nou pas endavant en l'evolució del sector de les targetes plàstiques amb la presentació de DiYCard. Es tracta de la primera eina en línia que permet el disseny, personalització i impressió de targetes plàstiques a través d'Internet. L'any següent, la innovació es va presentar a la fira d'arts gràfiques Graphispag 2017 com a part d'un programa que permet a altres empreses la distribució dels productes d'Akrocard.